# Roești (Pesceana), Vâlcea
Roești este un sat în comuna Pesceana din județul Vâlcea, Oltenia, România.